# George A. Romero
George Andrew Romero (New York, 1940. február 4. – Toronto, 2017. július 16.) amerikai-kanadai filmrendező, író, producer. Elsősorban zombi témájú horrorfilmjeiről ismert.

## Élete és pályafutása
New Yorkban született és nőtt fel. Később a Carnegie Mellon Universityt végezte el.bEzután forgatni kezdett, főleg rövidfilmeket és reklámfilmeket.
Barátaival megalapította az Image Ten Productions céget az 1960-as évek végén és John A. Russóval közösen elkészítették minden idők leghíresebb zombihorrorfilmjét, Az élőhalottak éjszakája címmel (1968). Az alaptörténetre épülő újabb filmek történetileg összekapcsolódnak. Az eredeti mű kultuszfilm lett, és ettől számítják a zombi, mint horrorszereplő megjelenését.
2017. július 16-án, tüdőrákban halt meg. Július 30-án temették el a Pueblo megyei Roselawn temetőben.

## Filmográfia

### Filmrendezései
| Év   | Magyar cím                             | Eredeti cím              | Feladatkör      | Feladatkör | Feladatkör | Megjegyzések        |
| Év   | Magyar cím                             | Eredeti cím              | Rendező         | Író        | Vágó       | Megjegyzések        |
| ---- | -------------------------------------- | ------------------------ | --------------- | ---------- | ---------- | ------------------- |
| 1968 | Az élőhalottak éjszakája               | Night of the Living Dead | Igen            | Igen       | Igen       | operatőr            |
| 1971 |                                        | There's Always Vanilla   | Igen            | Nem        | Igen       | operatőr            |
| 1973 |                                        | Season of the Witch      | Igen            | Igen       | Igen       | operatőr            |
| 1973 | Az őrültek                             | The Crazies              | Igen            | Igen       | Igen       |                     |
| 1975 |                                        | The Amusement Park       | Igen            | Nem        | Igen       |                     |
| 1977 |                                        | Martin                   | Igen            | Igen       | Igen       |                     |
| 1978 | Holtak hajnala                         | Dawn of the Dead         | Igen            | Igen       | Igen       |                     |
| 1981 | Motorlovagok                           | Knightriders             | Igen            | Igen       | Igen       |                     |
| 1982 | Creepshow – A rémmesék könyve          | Creepshow                | Igen            | Nem        | Igen       |                     |
| 1985 | A holtak napja                         | Day of the Dead          | Igen            | Igen       | Nem        |                     |
| 1987 | Rémmesék                               | Creepshow 2              | Michael Gornick | Igen       | Nem        |                     |
| 1988 | Majomszeretet – Egy félelmetes kutatás | Monkey Shines            | Igen            | Igen       | Nem        |                     |
| 1990 | Az élőhalottak éjszakája               | Night of the Living Dead | Tom Savini      | Igen       | Nem        | vezető filmproducer |
| 1993 | Halálos árnyék                         | The Dark Half            | Igen            | Igen       | Nem        | vezető filmproducer |
| 2000 | Csonttörő                              | Bruiser                  | Igen            | Igen       | Nem        |                     |
| 2005 | Holtak földje                          | Land of the Dead         | Igen            | Igen       | Nem        |                     |
| 2007 | Holtak naplója                         | Diary of the Dead        | Igen            | Igen       | Nem        |                     |
| 2009 | Túlélni a holtakat                     | Survival of the Dead     | Igen            | Igen       | Nem        | vezető filmproducer |
| 2010 | A tébolyultak                          | The Crazies              | Breck Eisner    | Nem        | Nem        | vezető filmproducer |

Rövidfilmek
| Év   | Cím                                  | Rendező | Író  | Megjegyzések                         |
| ---- | ------------------------------------ | ------- | ---- | ------------------------------------ |
| 1990 | Cat from Hell                        | Nem     | Igen | Történetek a sötét oldalról szegmens |
| 1990 | The Facts in the Case of M. Valdemar | Igen    | Igen | Két gonosz szem szegmens             |
| 1994 | Jacaranda Joe                        | Igen    | Igen |                                      |

## Szereplései
Saját filmjeiben gyakorta tűnt fel cameoszerepekben. A fontosabbak:
- 1968: Élőhalottak éjszakája – washingtoni riporter
- 1977: Martin – Howard atya
- 1978: Holtak hajnala – tévérendező
- 1985: Holtak napja – zombi fejkendőben
- 2008: Holtak napja
- 2010: Call Of Duty: Black Ops (a játék "Zombi" módjában főellenségként kerül szembe a játékosokkal)